# Journal of Computational Physics
Le Journal of Computational Physics (JCP) est une revue scientifique bimensuelle internationale à comité de lecture publiée par Elsevier. Elle a été fondée en 1966.
Elle couvre tous les domaines des mathématiques appliquées aux problèmes de physique, mécanique, statistique et géométrie appliquée. Publiée en anglais, son facteur d'impact en 2016 est 2.744 selon le Journal Citation Reports.

## Liens
- (en) « Site du journal »